# Şilan Ayyıldız
Şilan Ayyıldız (* 10. Oktober 1999 in Istanbul) ist eine türkische Leichtathletin, die sich auf den Mittelstreckenlauf spezialisiert hat.

## Sportliche Laufbahn
Erste internationale Erfahrungen sammelte Şilan Ayyıldız im Jahr 2017, als sie bei den U20-Europameisterschaften in Grosseto mit 4:35,96 min in der Vorrunde im 1500-Meter-Lauf ausschied. Im Jahr darauf siegte sie in 4:37,21 min bei den U20-Balkan-Meisterschaften in Istanbul über 1500 m und gewann in 2:11,36 min die Silbermedaille im 800-Meter-Lauf. 2021 gelangte sie bei den U23-Europameisterschaften in Tallinn mit 4:19,63 min auf Rang elf über 1500 m und schied über die kürzere Distanz mit 2:16,86 min im Vorlauf aus. 2022 siegte sie in 4:12,78 min über 1500 m bei den Balkan-Hallenmeisterschaften in Istanbul und auch bei den Freiluft-Meisterschaften in Craiova sicherte sie sich in 4:17,27 min die Goldmedaille und belegte dort mit der türkischen 4-mal-400-Meter-Staffel in 3:42,42 min den vierten Platz. Anschließend gelangte sie bei den Mittelmeerspielen in Oran mit 4:14,45 min auf Rang fünf und schied dann bei den Weltmeisterschaften in Eugene mit 4:12,67 min in der ersten Runde aus. Im August belegte sie bei den Islamic Solidarity Games in Konya in 4:19,79 min den fünften Platz. Zudem begann sie im selben Jahr ein Studium an der University of South Carolina in den Vereinigten Staaten.
2023 verpasste sie bei den Halleneuropameisterschaften in Istanbul mit 4:11,55 min den Finaleinzug und wurde bei der 1. Liga der Team-Europameisterschaft im Rahmen der Europaspiele in Chorzów mit 4:16,06 min Zwölfte. Anschließend siegte sie in 4:17,52 min bei den Balkan-Meisterschaften in Kraljevo und gewann dann bei den World University Games in Chengdu in 4:17,26 min die Bronzemedaille hinter der Italienerin Laura Pellicoro und Vera Hoffmann aus Luxemburg. Kurz darauf schied sie bei den Weltmeisterschaften in Budapest mit 4:14,96 min in der ersten Runde aus.
In den Jahren 2022 und 2023 wurde Ayyıldız türkische Meisterin im 1500-Meter-Lauf im Freien sowie 2022 in der Halle. Zudem wurde sie 2021 Staatsmeisterin im Crosslauf.

## Persönliche Bestleistungen
- 800 Meter: 2:03,54 min, 12. Juni 2022 in Bursa
  - 800 Meter (Halle): 2:06,31 min, 26. Februar 2022 in Istanbul
- 1500 Meter: 4:10,59 min, 2. Juni 2022 in Montreuil
  - 1500 Meter (Halle): 4:11,55 min, 3. März 2023 in Istanbul
  - Meile (Halle): 4:32,14 min, 25. Februar 2023 in Fayetteville (türkische Bestleistung)
- 3000 Meter: 9:11,58 min, 5. Juli 2023 in Izmir